# You Bet!
You Bet! è stato un programma televisivo britannico andato in onda su ITV dal 1988 al 1997 e basato sulla versione originale tedesca Wetten, dass..?, che ha anche ispirato il programma italiano Scommettiamo che...?.

## Edizioni
| Edizione | Conduzione    | Rete televisiva | Prima puntata     | Ultima puntata   | Puntate |
| -------- | ------------- | --------------- | ----------------- | ---------------- | ------- |
| 1        | Bruce Forsyth | ITV             | 20 febbraio 1988  | 26 marzo 1988    | 6       |
| 2        | Bruce Forsyth | ITV             | 28 gennaio 1989   | 1 aprile 1989    | 10      |
| 3        | Bruce Forsyth | ITV             | 17 febbraio 1990  | 21 aprile 1990   | 10      |
| 4        | Matthew Kelly | ITV             | 16 febbraio 1991  | 20 aprile 1991   | 10      |
| 5        | Matthew Kelly | ITV             | 6 settembre 1991  | 15 novembre 1991 | 10      |
| 6        | Matthew Kelly | ITV             | 4 settembre 1992  | 6 novembre 1992  | 10      |
| 7        | Matthew Kelly | ITV             | 10 settembre 1993 | 30 aprile 1994   | 15      |
| 8        | Matthew Kelly | ITV             | 25 febbraio 1995  | 29 aprile 1995   | 10      |
| 9        | Darren Day    | ITV             | 1 giugno 1996     | 17 agosto 1996   | 10      |
| 10       | Darren Day    | ITV             | 8 febbraio 1997   | 12 aprile 1997   | 10      |

### Edizioni speciali
| Titolo               | Data              | Rete Televisiva |
| -------------------- | ----------------- | --------------- |
| 4 Series Compilation | 30 agosto 1991    | ITV             |
| Telethon Special     | 18-19 luglio 1992 | ITV             |
| Christmas Special    | 26 dicembre 1992  | ITV             |
| Celebrity Special    | 5 marzo 1994      | ITV             |
| 5 minute recap       | 6 maggio 1995     | ITV             |